# 富山市民の歌
「富山市民の歌」（とやましみんのうた）は、富山市が1952年（昭和27年）に制定した市民歌である。作詞・奥井友子、作曲・黒坂富治。
市民歌としては、2005年（平成17年）の新設合併に伴い失効状態となっている。

## 解説
富山市は1945年（昭和20年）8月の富山大空襲によって市街の8割以上を焼失し、焼夷弾による空襲としては地方都市で最大の被害を受けた。そのため、戦後に復興事業として1954年（昭和29年）に富山産業大博覧会が開催されることが決定し、その準備の一環として開催を2年後に控えた1952年（昭和27年）に市民歌が制定されることになった。歌詞は市民を対象にした懸賞公募の入選作で、日本はこの年の4月にサンフランシスコ講和条約の発効によって独立を回復した直後であったが、7年前の空襲により焦土と化した市街の様子を描写した戦後復興色の強い歌詞が特徴とされている。
制定後、ビクターレコード（のちJVCケンウッド・ビクターエンタテインメント）が柴田睦陸と池田智恵子のデュエットによりSP盤を製造した。新設合併前の（旧）富山市に関する楽曲としては他に市民愛唱歌「とやまの四季」および市民音頭「とやま音頭」があり、この2曲を収録したSP盤（V-41032）も市民歌と同じくビクターが製造していた。

### 平成の大合併による失効
この「富山市民の歌」は制定から52年にわたり市民歌として歌い継がれて来たが、平成の大合併により上新川郡と婦負郡の4町2村と新設合併したことに伴い（新）富山市へは引き継がれず失効扱いとなっている。富山地域合併協議会で市民歌の制定につき「市の花、木、花木、歌及び音頭については、新市において、指定の有無も含め検討する」と取り決められたことを受け、市木は（旧）富山市からケヤキ・花木は同じくツバキを引き継ぎ、市花は旧7市町村いずれの花でもなかったヒマワリが新たに指定されたが、（旧）富山市が制定した市民歌や愛唱歌・市民音頭に関しては他の4町2村の町村民歌と合わせて失効扱いで廃止された。以降、富山市役所において旧「富山市民の歌」の後継となる楽曲を制作する動きは、新設合併から15年以上が経過した2020年（令和2年）時点においても見られない。
そのため、富山市は1989年（平成元年）に制定した市民歌「さがのうた」が新設合併により失効扱いとなり廃止された佐賀市と共に、全国の都道府県庁所在地では数少ない自治体歌を有しない都市となっている。中核市では愛知県豊田市も富山市と同様に市歌を制定していなかったが、同市では2018年（平成30年）3月に憲章歌として「豊田市民の誓いのうた」が作成されたため、富山市が唯一の市歌を持たない自治体となった。